# Ruszka
Ruszka (románul: Rusca) falu Romániában, a Bánságban, Krassó-Szörény megyében.

## Fekvése
Teregovától keletre, a Hidegvölgyben, a Ruskica-patak mellett, a karánsebesi út közelében fekvő település.

## Története
Ruszka nevét 1430-ban említette először oklevél Rwzka néven, Bartholomaeus de Rwzka nevében.
1579-ben Ruzka, 1611-ben Ruszka, 1913-ban Ruszka néven említették.
1440-ben a csanádi káptalan Temeselyi Lászlót és Dést a miháldi kerületben fekvő egyes falvak birtokába iktatta be. Ekkor mint szomszédokat nevezte meg Ruszkai Mihályt és Orbágyi Pétert.
1557-ben Ruszkai Márton és János nemesek, zálogba veszik Komptore (azaz Kuptore), Halandin és Glosy birtokok harmadát. 1579-ben idevaló birtokosnak nevezték meg ruszkai Hidegh Tamást is.
Az 1603. évi összeírás szerint a ruszkai nemesek csak egy portáról adóztak, a falu tehát nem lehetett nagy.
1611-ben Fiáth Zsigmond és Miklós, Szörény vármegye alispánjai Kornis János fejedelmi pohárnokkal és udvarnokkal együtt a Szörény vármegye halmosdi kerületében fekvő egész Ruszka és Prigor helységet és Teregova helységnek felét nyerték adományként Bethlen Gábor fejedelemtől.
Az 1690—1700. évi összeírásban Ruszkát ismét a karánsebesi kerületben fekvő faluként említették. 1769-től e falu is zsupaneki oláh zászlóaljhoz került. A katonai kormányzás ideje alatt Ruszka az oláh-bánsági határőrezred teregovai századához tartozott.
1790-ben felsőbb rendeletre a falut eddigi helyéről a Karánsebesről Orsovára vezető országút mellé, Csetate vidékére telepítették át, az elszaporodó rablók elleni közbiztonság érdekében, de 1800-ban ismét visszaköltözött előbbi helyére.
Az utolsó török háború alkalmával e községet is felégették.
A trianoni békeszerződés előtt Krassó-Szörény vármegye Teregovai járásához tartozott.
1910-ben 1472 lakosából 7 magyar, 1450 román volt. Ebből 1455 görög keleti ortodox volt.

## Források

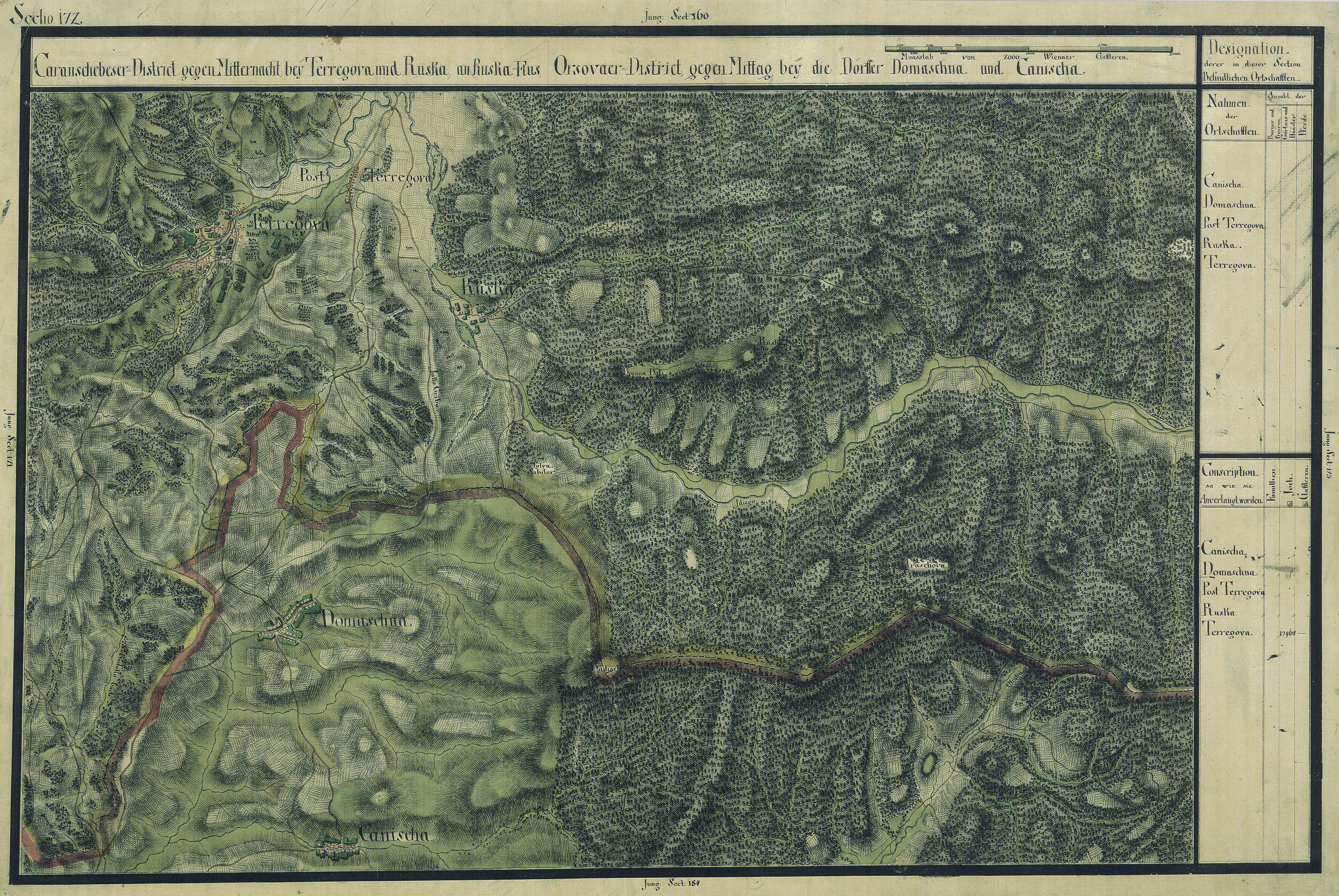
Ruszka egy régi térképen